# Liste der Herrscher namens Yusuf
- Yusuf ibn Taschfin, Herrscher der Almoraviden in Marokko von 1072 bis 1106
- Ali ibn Yusuf († 1143), Herrscher der Almoraviden von 1106 bis 1143
- Abu Yaqub Yusuf I., Kalif der Almohaden im Maghreb von 1163 bis 1184
- Yusuf II. al-Mustansir, Kalif der Almohaden von 1213 bis 1224
- An-Nasir Yusuf († 1260), Ayyubide, Emir von Aleppo und Homs, Sultan von Damaskus
- Abu Yusuf Yaqub, Sultan der Meriniden in Marokko von 1259 bis 1286
- Abu Yaqub Yusuf, Sultan der Meriniden in Marokko von 1286 bis 1306
- Yusuf I. (1318–1354), Emir der Nasriden in Granada von 1333 bis 1354
- Yusuf II. (Granada), Emir der Nasriden in Granada von 1391 bis 1392
- Yusuf III. (1376–1417), Emir der Nasriden in Granada von 1408 bis 1417
- Yusuf IV., Emir der Nasriden in Granada 1432
- Yusuf V., Emir der Nasriden in Granada von 1445 bis 1446 und 1462
- Mulai Yusuf, Sultan der Alawiden in Marokko von 1913 bis 1927